# Office national du film du Canada
Pour les articles homonymes, voir ONF.
L'Office national du film du Canada (ONF ; en anglais : National Film Board of Canada, NFB), est une agence culturelle fédérale canadienne, créée en 1939, qui relève de Patrimoine Canada. En tant que producteur et distributeur public d'œuvres audiovisuelles, l'ONF s'efforce de présenter un point de vue typiquement canadien au monde entier par l'entremise de documentaires à caractère social, d'animations d'auteur, de fictions alternatives ou encore par divers contenus numériques.
Son siège et ses studios sont situés à Montréal, avec des centres de production à Moncton, Halifax, Toronto, Winnipeg, Edmonton et Vancouver.
Depuis septembre 2019, le siège social est situé dans l'Îlot Balmoral, dans le Quartier des spectacles à Montréal.

## Avant l'ONF
Le potentiel éducatif et promotionnel du film fut remarqué par le gouvernement canadien dès le début du XXe siècle. Lors de la construction des chemins de fer, par exemple, il a appuyé d'emblée la compagnie Canadian Pacific Railway pour la production d'une série ayant pour titre Living Canada. Ces films avaient alors pour objectif de promouvoir l'immigration britannique ou de résidents des États-Unis vers les territoires du Nord-Ouest du pays.
Se servant du film pour la première fois en 1918, le Bureau des expositions et de la publicité, alors régi par le ministère de l'Industrie et du Commerce, a par la suite poursuivi dans cette voie en produisant des films et des photographies pour plusieurs ministères. Jusqu'en 1921, ce service a joui d'une expansion notable. La demande de services plus complets et précis étant de plus en plus grandissante, le Bureau des expositions et de la publicité a subi une restructuration et s'est muni de nouvelles installations. Dès lors, son nom est officiellement devenu le Bureau de cinématographie du gouvernement canadien.
Durant les années suivantes, le Canada s'est classé au premier rang parmi les pays de l'Empire britannique qui informent leur population par le cinéma. Le Bureau a ainsi disposé d'une importante réputation. Avec la crise économique, des restrictions budgétaires non négligeables ont cependant été imposées, poussant le Canada à délaisser quelque peu cette industrie. De fait, jusqu'en 1934, le Bureau de cinématographie du gouvernement canadien n'a produit aucun film avec piste sonore, et ses installations techniques ne se sont plus avérées aussi évoluées.

## Création de l'ONF
En 1938, Vincent Massey, haut-commissaire du Canada à Londres, ainsi que son secrétaire, Ross McLean, constatent que les productions du Bureau de cinématographie du gouvernement canadien gagneraient à être améliorées. En effet, leur rôle devrait être réorienté à des fins de la promotion du commerce et du tourisme au Canada et à l’étranger.
Le travail du documentariste britannique John Grierson impressionne McLean qui l'invite à venir étudier les activités cinématographiques gouvernementales. À la suite de son analyse, Grierson établit les deux principales faiblesses de cette activité : un manque de moyens et une absence de politique centralisée. Au mois de juin de la même année, il dépose un rapport encourageant la création d’un organisme de coordination de la production.
Le 2 mai 1939, une Commission nationale sur le cinématographe – connue ensuite sous le nom de l’Office national du film – est créée. Son activité vient compléter celle du Bureau de cinématographie du gouvernement canadien. À cette époque, le mandat défini est de veiller à « la production et à la distribution de films nationaux destinés à aider les Canadiens de toutes les parties du Canada à comprendre les modes d’existence et les problèmes des Canadiens d’autres parties. » Le siège social se trouve alors à Ottawa.

### La Guerre
Avec l'entrée en guerre du Canada, l’effort patriotique est mis en avant dans la production des films. Par conséquent, John Grierson s’avère un candidat de choix pour prendre la tête de l’ONF, étant alors reconnu comme un pionnier du documentaire, et également comme un spécialiste en psychologie de la propagande. Il est de ceux qui voient le film comme un outil de changement social. En octobre, Grierson entre en fonction, devenant ainsi le premier commissaire du gouvernement à la cinématographie On doit notamment à Grierson cette étiquette sociale qui correspond encore de nos jours aux films de l'ONF. En plus d'avoir influencé le mandat original de l'institution, ses idées politiques animant la première génération de cinéastes se sont également avérées déterminantes.
Dans un contexte de guerre où on assistait à une transformation du monde de l’information, John Grierson en arriva à l’idée de constitution de pôles de pouvoirs institutionnels pouvant orienter les décisions engageant l’État. De sa conception philosophique selon laquelle l’éducation devrait servir d’instrument actif à la pensée démocratique, il en est parvenu à une vision de l’Office national du film du Canada en tant qu’un ministère de l’Éducation plus qu’autre chose. Ainsi, disait « au nom de la propagande, le gouvernement et l’industrie ont maintenant pris en charge l’essentiel du processus éducatif. Nous pouvons dire que nous avons enlevé l’éducation des mains de l’Église pour la remettre entre celles des bureaucrates de l’entreprise publique et privée ». En lien avec cette conception de l’éducation et de la propagande, il trouve que son devoir est de préparer les gens à accepter le fait que l’effort commun des citoyens et l’initiative du gouvernement deviennent une réalité permanente de la vie du 20e siècle. Il privilège un dialogue entre les élites politiques et les citoyens en faisant en sorte que la persuasion dans l’acte de s’engager dans la guerre passe par l’éducation citoyenne. De ce fait, il s’oppose à Walter Lippmann qui croyait que l’élite devait penser pour le peuple parce que, par manque de temps et d’information adéquate, celui-ci était incapable d’émettre une opinion bien fondée La conception de John Grierson consistant sur le rôle de l’Office national du film du Canada en collaboration avec le gouvernement pour répondre aux nombreuses difficultés qui ont entouré l’entrée en guerre du Canada en termes de sensibilisation de la population à une telle mesure. Il y a lieu aussi de préciser que le Québec n’a pas été traité de façon différente du reste du pays par l’ONF et que cette insensibilité a pu en partie contribuer au résultat du vote de 1942, « un référendum mené par le gouvernement canadien le 27 avril 1942 où la population se montra en faveur en votant à 66% pour la conscription, sauf exception de la province de Québec qui vota massivement contre à 72%)»
La propagande pour encourager l’enrôlement n’ayant pas atteint ses buts au Québec. Deux buts sont poursuivis par l’ONF. D’une part, il s’agit de développer l’unité nationale et d’autre part de décrire les activités de guerre et les sujets qui s’y rattachent. Conformément à la conception éducative de l’institution, la propagande de guerre de l’ONF va mettre de l’avant à travers les films un ensemble de mythes qui sont associés à l’image du soldat. Vue au rôle qu’est appelé à jouer les différents acteurs en contexte de guerre, Catherine Saouter pense qu’il fallait valoriser et même, magnifier l’engagement des citoyens. Accentuant tantôt l’un, tantôt l’autre, tous les films produits mettent en scène ces quatre volets, déclinant à l’envi une fructueuse analogie entre le civil au travail et le soldat au combat, exprimée par des formules comme « Home Front/Front domestique », qui inspirent fréquemment les titres des films, tels Les ouvriers de la victoire/Labour Front. Cette approche répond à la définition qui veut que la communication politique, c’est d’abord la recherche d’un dialogue avec l’opinion publique, d’un échange permettant d’établir avec elle un contrat fondé sur la confiance.
Malgré une récente existence jusqu’alors, l’ONF commence à produire dès 1939 et accomplit sa tâche très efficacement. Sous la houlette de John Grierson, la propagande a montré la guerre comme un choix de tout le peuple, devienne dominante. Cette perception nous permet de voir l'idéologie souhaitée derrière la propagande canadienne au cours de la guerre, en comprenant donc les rouages de l'ONF et la coordination avec le gouvernement. La propagande cinématographique a joué un rôle primaire pour unifier le Canada diversifié et peu peuplé à ce moment de guerre, l’ONF s'est appliqué à donner le sens de l'identité canadienne à la population.
Au début, il n’y avait pas une production de film canadien mais un montage du sens des images tirées des actualités allemandes afin de servir le message des Alliés. Par exemple, le premier film de l’ONF à utiliser cette technique est Front d’acier. Il est sorti en avril 1940, insistant sur la mécanisation de l’armée allemande et sur la contribution des travailleurs d’usine du Canada à la modernisation de l’armée canadienne. À partir de 1942, le cinéma propagandiste a pris son essor avec la réalisation des séries de documentaires comme « Partout au monde » et « The World in Action » qui rejoignent des millions de spectateurs. Grierson a réalisé aussi des films sur les minorités ethniques, les autochtones, les problèmes sociaux et l'art canadien. En somme, la propagande cinématographique a fait l’état d’atteindre les principaux objectifs suivants ;
A. En vue d'augmenter l'efficacité du système gouvernementale de cinématographique et de fournir une information générale;
B. De faire de la publicité commerciale;
C. De fournir de l'information départementale;
D. De hausser le prestige national.
Le travail se fait à Ottawa, en anglais. Avec le temps, une certaine part de la production sera traduite pour le Québec. Il n'y a alors de production originale en français que de façon exceptionnelle. En effet, c'est seulement vers la fin de la guerre, dans le contexte de la délicate promesse faite autour de la conscription, que des films francophones sont produits.

### L'après-Guerre
Après la guerre, son nouveau mandat, tel qu’il est défini dans la Loi sur le cinéma de 1950, est de « produire et distribuer des films destinés à faire connaître et comprendre le Canada aux Canadiens et aux autres nations, et promouvoir la production et la distribution de tels films. » Ainsi, la campagne de promotion du Canada, débutée dans le contexte de la guerre, sera maintenue, et deviendra l’une des principales causes de la formidable vague d’immigration européenne de l’après-Guerre.

## La diffusion des films
C’est le Bureau de cinématographe du gouvernement canadien qui était chargé de la distribution de ses propres films jusqu’en 1939. Toutefois, un service central de distribution fut établi lorsque la Loi créant la Commission nationale sur le cinématographe (plus tard, l’ONF) entre en vigueur. Ce sont désormais les deux organismes qui assurent la grande majorité de la distribution de l’ensemble des films du gouvernement canadien.
Toucher le plus large public possible est, dès le départ, l’objectif de l’ONF, et c’est d’ailleurs pourquoi une entente est conclue avec l’une des plus importantes maisons américaines de production d’actualités, The March of Time (en), pour la distribution de ses films aux États-Unis. Hebdomadairement, 20 millions de personnes voient ces actualités. Après négociations, Famous Players du Canada autorise également la diffusion de ses films dans 800 salles.

## L'ONF à Montréal et ailleurs
Après son installation à Ottawa, l’institution déménage à Montréal en 1956,, berceau historique de l’industrie canadienne du cinéma. Pour se donner une idée de l’esprit documentaire qui règne alors, il suffit de dire que les plans des studios de l’ONF, qui sont à ce moment construits à Montréal, reproduisent en tous points (grille d’éclairage, ventilation passive, structure) ceux du modèle, les majors hollywoodiens : seule la taille aura été réduite par quatre.

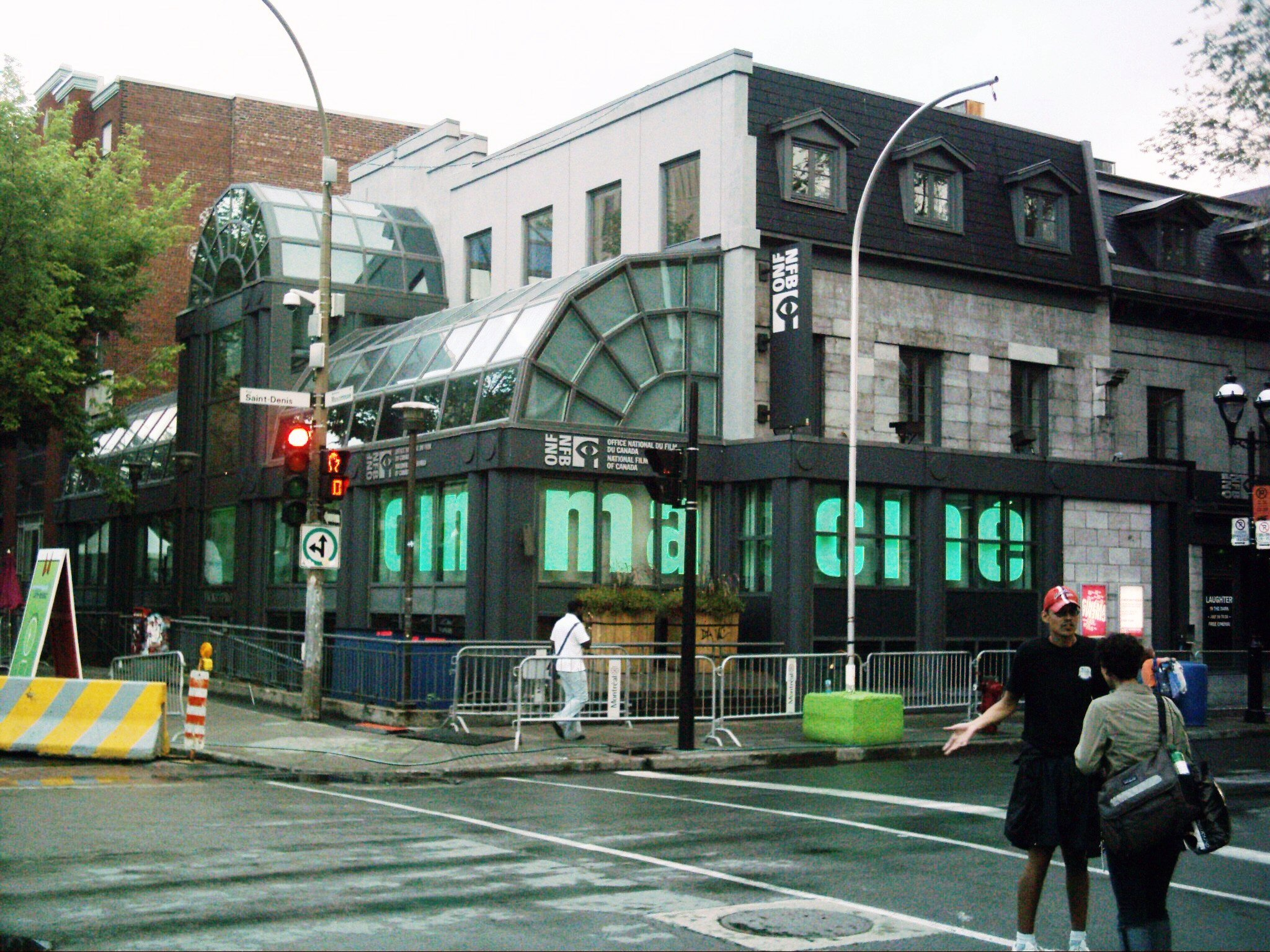
La CinéRobothèque, désormais fermée

Pour ce qui est de la philosophie et de l'ambiance qui régnaient dans les années 1960, Jacques Godbout, cinéaste, en dit ceci : « L'ONF est un endroit hors du monde, ne dépendant ni des recettes au box-office ni des pressions politiques d'un parti au pouvoir. Les sujets sont proposés par les cinéastes, personne n'en mesure la pertinence non plus que les succès ou les échecs. Nous nous produisons les uns les autres. Les prix obtenus dans les nombreux festivals justifient à eux seuls l'existence de la maison. »
C'est en 1993 que l'Office national du film inaugure un centre unique au monde de visionnement robotisé sur demande. Situé au 1564 rue Saint-Denis à l'intersection du boulevard de Maisonneuve à Montréal, ce vidéoclub permettait, entre autres, de regarder sur place plus de 9 000 titres de l'ONF. Toutefois, à la suite des restrictions budgétaires du gouvernement fédéral, qui s'élevaient à près de sept millions de dollars, la Cinérobothèque s'est vue dans l'obligation de fermer ses portes le 1er septembre 2012. En septembre 2013, il est devenu le « Pavillon Judith-Jasmin Annexe (JE) » de l'Université du Québec à Montréal (UQAM)
De son côté, le Studio Acadie du Programme français de l’ONF ouvre ses portes à Moncton en 1974, avec l'apport important du cinéaste et producteur acadien, Léonard Forest, réputé de l'ONF. Respectant son mandat de « donner aux Acadiens et au reste du monde une interprétation de l’Acadie par des Acadiens », le studio a produit plus de 70 films et en a coproduit une vingtaine avec des producteurs de la région, la plupart étant des documentaires.

## Service de la photographie
Alors que l’ONF est chargé de la production de films et de photos, un Service de la photographie est formé en 1941. À partir de sa création, ce service a embauché des photographes « à la pige » jusqu’en 1984 pour montrer tous les aspects de la vie au Canada. Illustrant des scènes domestiques et familiales, aussi bien que des activités économiques, politiques et sociales, ces images ont été diffusées largement par des magazines, des journaux, des expositions, des manuels scolaires et des tirages gouvernementaux. À partir de 1985, ce Service de l'ONF, qui n'avait jusqu'alors pas de lieu d'exposition permanent, devenait officiellement le Musée canadien de la photographie contemporaine.

## L'effervescence artistique
Entre 1955 et 1975, l'ONF fut un lieu de création unique en son genre qui a permis l'émergence de nombreux créateurs et de nombreuses techniques. Les créateurs du système  IMAX comme Graeme Ferguson et Roman Kroitor y sont passés. Le cinéma direct, véritable acte de naissance du cinéma documentaire, et maintes techniques d'animation (grattage de pellicule, pixilation, écran d'épingles, etc.) y sont développées.
C'est dans la foulée de la création de l'ASIFA (Association internationale du film d’animation) que le concept du cinéma d'animation est apparu au début des années 1960. L’ONF participe à ce mouvement mondial en accordant une place d’importance à l’animation d’auteur. D’ailleurs, le succès de ces films est réel ; six Oscars du meilleur court métrage d'animation ont été remportés par l’ONF depuis 1977. Durant cette époque, McLaren préconise les techniques à moindre coût et encourage les cinéastes à créer leurs propres outils. Il en résultera alors un cinéma d'animation artisanal plutôt qu’industriel. Avec un style allant de l’expérimental institutionnel à un classicisme à risque, l'ONF se révèle le cœur de la production d’animation d’auteur au Canada en termes d’influence et non pas en quantité d’œuvres.
C’est également au sein de l’ONF qu’on effectue les recherches en imagerie informatique qui mèneront aux effets spéciaux de Softimage. Le monde des images en mouvement doit donc, entre autres, beaucoup à cette institution.

## Un souci de recherche et développement technologique
L’ONF a sans cesse su innover dans le domaine de la technique cinématographique à travers un souci de recherche et de développement technologique admirable. On pense notamment à l’année 1986, où la production de l’évènement cinématographique Transition marque un tournant dans l’histoire du cinéma avec la proposition d’un film en trois dimensions à la pointe de la technologie. Transition, produit pour la Corporation Place du Havre du Canada ira jusqu’à faire de l’ombre à l’Expo 86.
On peut également penser à Zea des frères André et Jean-Jacques Leduc, un film d’animation qui s’est fait remarquer, en 1983, par son inventivité. En effet ce film avait été tourné à l’aide d’une caméra HYCAM à prisme rotatif, capable d’enregistrer des images au rythme de 5 000 à la seconde.
Aujourd’hui l’ONF affiche toujours une identité à la pointe de la technologie et de la réalité virtuelle avec notamment « jusqu’ici », une production graphique immersive réalisée à l’aide d’Oculus Rift.

## Projet de numérisation
À la suite de l'avènement du numérique, l'ONF s'est doté d'un projet de numérisation de sa collection. Depuis 2008, l'ONF numérise sa collection à des fins de restauration, de conservation et de diffusion. Selon le Plan ministériel de l'Office national du film du Canada 2019-2020, près de 60% de la collection de l'ONF a été numérisée. Cette collection est formée, entre autres, de 14 000 documents audiovisuels, 100 œuvres interactives et 500 000 photographies. La conservation des œuvres numérisées se fait en collaboration avec Atempo, compagnie française spécialisée dans la gestion et l’archivage de données. La numérisation ainsi que la conservation des œuvres interactives se fait différemment compte tenu de la forme de ces œuvres. Pour ce faire, l’ONF utilise le Webrecorder, un outil développé par l'organisation à but non-lucratif Rhizome (en) qui se spécialise dans l'archivage Web d'œuvres d'art médiatique. L'art médiatique est en fait une forme d'art qui implique les nouvelles technologies. Une partie de la collection numérisée est accessible à tous et à toutes sur le site de l'ONF grâce à un système de gestion des contenus multimédias (MAM ou Media Asset Management). En 2017, l'ONF a recensé, selon le rapport annuel 2017-2018, près de 45 000 000 de visionnements sur son site ainsi que sur des sites partenaires. Le site de l'ONF offre, en plus du visionnement en ligne, des outils pédagogiques pour le corps enseignant, une plateforme pour ceux et celles qui voudraient acquérir des photographies ou des extraits vidéos ainsi qu'une plateforme pour les programmateurs de festival.

## Honneurs
L’ONF a produit plus de 12 000 œuvres, qui ont reçu plus de 5 000 prix, dont douze Oscars, y compris un Oscar d'honneur en 1989, et 90 prix Génie. Le film de Norman McLaren, Voisins, est ajouté au Mémoire du monde de l'UNESCO.

## Les représentations graphiques de l’ONF
Créé en 1939, à la suite d'une analyse des activités cinématographiques canadiennes par le documentariste britannique John Grierson, l’ONF a comme mandat « la production et la distribution de films nationaux destinés à aider les Canadiens de toutes les parties du Canada à comprendre les modes d’existence et les problèmes des Canadiens d’autres parties ».
L’ONF possède cinq objectifs qui précisent le mandat de l’Office : servir l’intérêt public ; faciliter l’accès aux films ; être présent sur la scène internationale, particulièrement dans le tiers-monde ; innover dans le domaine technique par l’importance de la recherche et du développement ; et jouer un rôle actif dans la politique nationale sur le film.
Détenant, aujourd’hui, plus de 12 000 œuvres et ayant reçu plus de 5000 prix, l’ONF a eu plusieurs représentations graphiques à travers le temps.

### Seconde Guerre mondiale
Avec l’arrivée de la Seconde Guerre mondiale et l’entrée en guerre du Canada au côté de la Grande-Bretagne, l’ONF se voit, peu de temps après sa création, soutenir l’effort patriotique. Durant cette période, les images produites par l’ONF étaient demandées par le gouvernement du Canada pour promouvoir l’effort de guerre. Durant la guerre la quantité de matériel graphique augmenta et servit à lever des fonds qui serviront à la production et la distribution de films à venir.
John Grierson, premier commissaire du gouvernement à la cinématographie, contacte l’architecte et peintre montréalais Harry Mayerovitch pour la réalisation d’affiches de propagande. Il est, de plus, nommé directeur artistique de la division des arts graphiques de la commission d’information. N’ayant aucune expérience dans le domaine, Mayerovitch produit, de 1942 à 1944, une multitude d’affiches de propagande. Les premières d’entre elles, inspirées par les illustrations de Georg Grosz et Diego Rivera, sont conçues pour une série de courts-métrages nommés En avant Canada (en) produits par Stuart Legg.
À la suite de son grand succès, Mayerovitch se voit à illustrer et promouvoir une deuxième série s’appelant « World in Action ». Après la Seconde Guerre mondiale il retourne travailler en tant qu’architecte. Mayerovitch meurt le jour de son anniversaire en 2004, à l’âge de 94 ans.
En 1944, l’ONF mit sur place une unité exclusivement attachée au monde graphique. Cette équipe s’occupait notamment des services photos, d’imprimés, d’affiches, de typographie, caricatures, etc.

### Logo
Le logo de l’Office national du film tel que le public le connait a été créé par le québécois George Beaupré. En 1966 Beaupré est nommé directeur artistique au Service de la publicité à l’Office national du film du Canada. Il occupe ce poste pendant quatre ans et conçoit le premier logo de l’agence en 1968. Le symbole, originellement de couleur verte, fait rappel aux Inuits et l’art autochtone (Inukshuk). Il se nomme « l’homme qui voit » et signifie l’importance que l’office accorde à la vision de l’humain sur le monde. Il est depuis affiché sur tous projets de l’office et précède chacun de ses métrages.
Le logo a ensuite été redessiné par le cinéaste d'animation Ishu Patel qui développa durant 21 ans les techniques de l'animation au sein de l'Office Nation du Film. Le logo est mis à jour mais reste le même, à savoir l’importance que l’Office attache à la vision de l’humain sur le monde.
En 2002, l'agence montréalaise Paprika lui donne sa dernière variante connue à ce jour. Il s'agit encore de l'homme visionnaire, cette fois en noir et sans les jambes, accompagné des abréviations bilingues de l'organisme. Cette version a été dévoilée sur la couverture du Rapport annuel 2001-2002. Paprika a d’ailleurs remporté le Grand Prix Grafika 2003, un prix d’excellence ainsi qu’un prix du jury au prestigieux concours national « Graphex’03 » pour la conception graphique de ce rapport.

### Symbole animé
En juin 1993, à la suite d'un concours parmi les cinéastes de l’ONF, le premier symbole animé est dévoilé. Il sera à l’avenir présent à chaque début de production. Cette courte vidéo de huit secondes a été réalisée par Zabelle Côté, une jeune cinéaste qui avait précédemment remporté des prix prestigieux dans le domaine de l'infographie avec son film Porte à porte/Door to Door, de la collection Droits au cœur. La production sera tenue pas Yves Leduc et le Studio d’animation du Programme français, la trame sonore sera l’œuvre du tandem Ginette Bellavance-Daniel Toussaint auquel on doit plusieurs musiques de films de l’ONF, dont La basse cour/A Feather Tale, et enfin, l’animation 3D est signée Georges Mauro, infographiste spécialisé depuis de nombreuses années dans l’utilisation du logiciel montréalais Softimage. Cette nouvelle animation reprend le logo maintenant bien connu de l’ONF en y intégrant un effet d’apparition en mosaïque.
En 2002 un second symbole animé viendra remplacer celui-ci. Cette version toujours existante est l'œuvre des cinéastes d'animation Wendy Tilby et Amanda Forbis. Le logo de la firme est toujours à l’honneur mais cette fois, l’effet de mosaïque laisse place à une version 3D réaliste du logo qui est assimilé à un rétroprojecteur de cinéma.

## Ancien siège

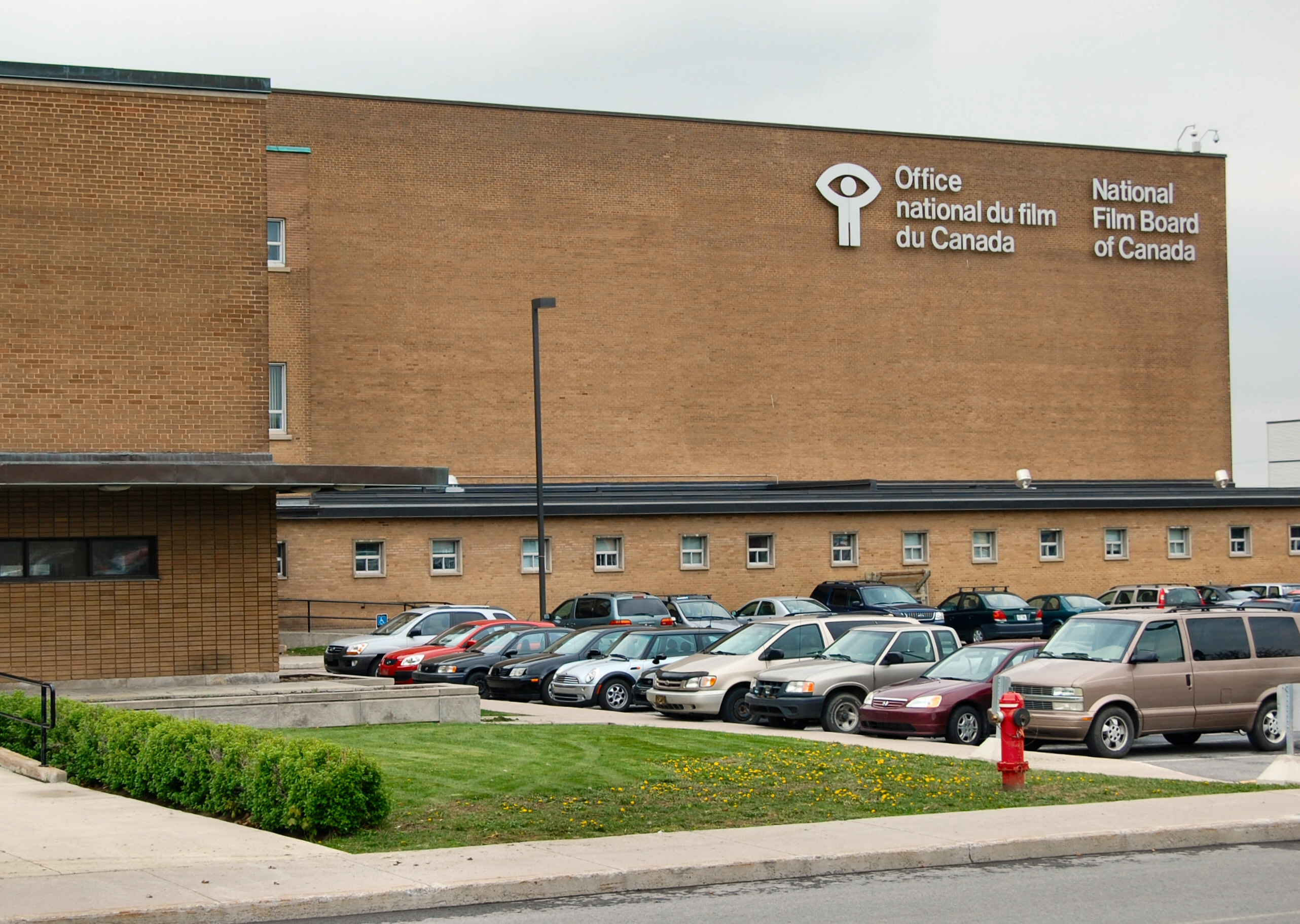
Ancien bureau central de l'ONF

En décembre 2023, la Société immobilière du Canada (en) annonce que le site de 4,9 hectares de l'ancien siège social de l'ONF à Saint-Laurent sera réaménagé. La société d'État fédérale sollicite les idées du public, son objectif premier étant de lutter contre la crise du logement. La construction pourrait démarrer en 2025.

## Ouvrages
- Jacques Lacoursière, Histoire populaire du Québec : 1960 à 1970, Québec, Éditions du Septentrion, 2008 (ISBN 978-2-89448-465-4)